# Big Electric Cat
Big Electric Cat (с англ. — «большой электрический кот») — австралийская музыкальная группа, исполняющая готик-рок. Название группы навеяно романом Филипа Дика «Мечтают ли андроиды об электроовцах?».

## История
Группа Big Electric Cat была основана в 1993 году в Сиднее. Идея создания коллектива принадлежала двум музыкантам — вокалисту и гитаристу Полу Сэдлеру и клавишнице Деборе Дентон, которые переехали в Австралию из Англии. Сэдлер и Дентон привлекли к сотрудничеству местного бас-гитариста Дэвида Блока, а партию ударных доверили драм-машине, которую назвали «Доктор Рут» в честь американского сексопатолога.
Группа быстро стала известной в Австралии. Первая же демозапись Big Electric Cat привлекла внимание готического лейбла Cleopatra Records, который подписал с командой контракт на три альбома.
В 1994 году группа записала свой первый альбом Dreams of a Mad King. Затем последовал EP Burning Embers (1995). Коллектив несколько раз успешно выступил в Австралии и Европе, а также провёл масштабное турне по США вместе с Christian Death и Switchblade Symphony, однако, несмотря на растущий успех группы у публики, после возвращения в Австралию её покинула Дебора Дентон. В 1997 году Пол Сэдлер и Дэвид Блок вдвоём записали второй полноформатный альбом под названием Eyelash. Вскоре после его выхода Блок также внезапно оставил коллектив.
Несмотря на то, что с 1997 года Big Electric Cat так и не выпустили ни одного альбома, группа продолжает существовать и ведёт активную концертную деятельность. Кроме того, отдельные композиции команды регулярно появляются в различных компиляциях.

## Стиль и влияние
Как считает Элинор Дитцель, на мелодичную и несколько зловещую музыку Big Electric Cat мог отчасти повлиять фильм Ридли Скотта «Бегущий по лезвию бритвы», а тексты песен посвящены главным образом сильным и глубоким романтическим чувствам.
Для поздних работ коллектива характерен уклон в дарквейв, а также заметное влияние со стороны The Mission и ранних The Cure.

## Дискография
- Dreams of a Mad King (1994)
- Burning Embers (EP) (1995)
- Eyelash (1997)